# Por todo lo alto (telenovela)
Por todo lo alto es una telenovela venezolana producida y transmitida por la cadena RCTV en el año 2006. Original del escritor Vivel Nouel. 
Protagonizada por Marianela González y Winston Vallenilla, y con las actuaciones antagónicas de Jean Carlo Simancas y Roxana Díaz.

## Sinopsis
La trama de Por todo lo alto transcurre en el Aeropuerto San Miguel Arcángel, situado en el Caribe, y está protagonizada por tres azafatas del aeropuerto: Anabela Marcano, Morana Bastardo y Dulce María Hidalgo. Las tres mujeres luchan por manejar sus propias vidas y abrirse camino en un mundo todavía dominado por los hombres.
Anabela sueña con ser piloto profesional como su difunto padre, muerto en un misterioso accidente aéreo. Mientras planifica cómo alcanzar su sueño, finge conformarse con su empleo en la aerolínea Alas del Caribe. En su deseo de libertad, Anabela decide fugarse de su hogar con Humberto, un piloto mediocre que la seduce con la falsa promesa de ayudarla en sus estudios de Aeronáutica.
En los planes de Anabela se interpone Rubén Alegría, quien posee el mismo sueño que ella, pero cuenta con el apoyo incondicional de sus humildes padres, Divina y Bienvenido, y de sus hermanas, Celia y Cruz. Todos animan a Rubén a cumplir sus sueños a pesar de que ninguno entiende la poca afición de Rubén por la música popular y mucho menos comparten su extraña obsesión por volar, ya que todos en la familia sufren de vértigo.
Morana es la veterana jefa de azafatas de Alas del Caribe. Posee una desmedida ambición de poder y además es amante de Ignacio Urquiaga, dueño de la aerolínea Lince, competencia directa de la primera. Sin embargo, todos ignoran que Morana es media hermana de Humberto, el novio de Anabela, y que es la única persona por la cual Morana siente un amor sincero y desinteresado. En sus muchos intentos por librarse de su rival, Morana usará sin escrúpulo alguno a Enrique Álvarez, un piloto instructor, competente y respetado, quien está ciegamente enamorado de ella.
Dulce María, la tercera protagonista, también opta por tomar un camino poco transitado al convertirse en una  mecánica de aviones para la aerolínea "Lince". Al contrario de lo que indica su nombre, es una chica hosca y de aspecto hombruno, muy poco agraciada, quien se ha enamorado en secreto de Alcides Urquiaga, el hijo de su jefe, un galán rompecorazones.
Alcides dedica cada hora que le sobra a su verdadera pasión, la música, a espaldas de su severo padre, Ignacio Urquiaga; este le exige a su hijo que cumpla con la tradición familiar de convertirse en piloto, como todos los hombres de la familia, sin percatarse de que su hijo padece un vértigo muy grave que le impide subirse a una aeronave.
En el turbulento mundo de la aviación, donde reina la competencia y las pugnas profesionales, la aventura y el romance sin freno, las tres mujeres conducirán cada una su destino hacia su cielo particular, utilizando sus propias armas hasta alcanzarlo.

## Elenco
- Marianela González[1]- Anabela Marcano
- Winston Vallenilla - Rubén Alegría
- Roxana Díaz - Morana Bastardo
- Jerónimo Gil - Alcides Uriquiaga
- Ámbar Díaz - Dulce María Hidalgo
- Jean Carlo Simancas - Ignacio Uriquiaga
- Marialejandra Martín - Divina Alegría
- Daniel Alvarado - Bienvenido Alegría
- Ricardo Bianchi - Tomás Torres "Totó"
- Aileen Celeste - Victoria Bermúdez de Torres
- Sandro Finoglio - Enrique Álvarez
- Luis Gerardo Núñez - Arturo Alcántara
- Marlene Maseda - Lucía de Alcántara
- Margarita Hernández - Violeta de Uriquiaga
- Cayito Aponte - Viejo "El Carrizo"
- Gioia Lombardini - Lucía Carrizo de Cantaclaro
- Estefanía López - Cruz Alegría
- Mark Colina - Arcángel
- César Román - Zarataco
- Daniela Navarro - Chacha Martínez
- Sandra Martínez - Reina Patricia Hidalgo
- Carmen Alicia Lara - Celia Alegría
- Juan Carlos Martínez - Zuzú
- Erick Noriega - Tirso
- Aleska Díaz-Granados - Ifigenia
- Enrique Izquierdo - Lucho
- Liliana Meléndez - Finita
- Natalia Romero - Nereida
- Andreína Mazzeo - Martita
- Ileana Alomá - Gladys
- Luis Olavarrieta - Torcuato Pérez
- José Madonía - Rómulo
- Eduardo Orozco - Humberto Bastardo
- Cynthia Cabrera - Desireé Torres
- José Leal - Elvis Crespo Alegría
- Maylen Noguera - Veruzca
- Julián Gil - José Manuel "El Halcón"
- Glennys Colina - Dayerlin
- Natasha Moll - - Aguamala
- Sheyene Gerardi - Sonia
- Cristóbal Lander - Rodolfo
- Norelys Rodríguez
- Gabriela Santeliz - Doctora Angelina
- Claudia Moreno
- Patricia Fuenmayor - (participación especial)

## Producción
- Titular de Derechos de Autor de la obra original - Radio Caracas Televisión (RCTV) C.A.
- Producida por - Radio Caracas Televisión C.A.
- Vice-Presidente de Dramáticos, Humor y Variedades RCTV Radio Caracas Televisión C.A. - José Simón Escalona
- Dirección General - Otto Rodríguez
- Historia Original - Vivel Nouel
- Libretos - Vivel Nouel, Carolina Mata, Manuel Mendoza, Yutzil Martínez, José Vicente Spataro
- Producción Ejecutiva - Carlos Lamus Alcalá
- Producción General - Marco Godoy
- Dirección de Arte - Rosa Helena Arcaya
- Dirección de Exteriores - Arturo Páez
- Producción de Exteriores - Teddy Mavare
- Dirección de Fotografía - Wilfredo Balcázar
- Edición - Ray Suárez
- Musicalización - Betriks Medina
- Música Incidental - Víctor Escalona, Pablo Escalona
- Diseño de Vestuario - Rafalle D'Angelo, César Córdoba
- Coordinador - Alexis Osuna
- Escenografía - Xhimena Herrera
- Imagen y vestuario - Marco Da Costa

## Temas musicales
- Desde que llegaste a mí de Olga Tañón: (Tema principal de la telenovela)
- Alto más de Jerry Rivera: (Tema de Anabela y Rubén)
- Junto a ti de Sin Bandera y Vico C: (Tema de Dulce María y Alcides)
- Por todo lo alto de Mark Colina: (Tema de Cruz Alegría y Arcángel)
- Te doy mi vida de Lucas Arnau: (Tema de Morana y Enrique)